# Lula Vieira
Luis Antonio Alves Vieira, mais conhecido como Lula Vieira (São Paulo, 7 de março de 1947), é um publicitário, escritor, jornalista, radialista, editor e professor brasileiro. É um dos publicitários mais conhecidos no Brasil, tendo sido escolhido como Publicitário do Ano pela Associação Brasileira de Propaganda e pelo Prêmio Colunistas como "Profissional do Ano" por 6 vezes. Recebeu mais de 300 prêmios de propaganda, entre eles Festival de Cannes e Profissionais do Ano da Rede Globo. É casado com a jornalista, educadora e empresária Silvana Gontijo.

## Biografia

### Formação
Nascido em São Paulo, Lula Vieira estudou na Escola de Aplicação da USP e deixou os estudos por ter conseguido emprego no jornal Última Hora de São Paulo, como Rádio Escuta e - logo depois - redator na seção policial. Isso com dezessete anos.

### Trabalhos
Aos 18 anos foi convidado a trabalhar na agência Silvestre Publicidade como Redator e em seguida na VIP, um Estúdio de Criação que produzia para clientes como TV Excelsior, Philips, entre outros.
Estimulado por clientes locais, no ano de 1967, juntamente com três sócios abriu a primeira agência de publicidade em Brasília (Grupo Jovem Publicidade), tendo atendido clientes como: jornal Correio Braziliense, Rádio Nacional de Brasília, construtora Ecisa, Imobiliária Nova York, entre outros.
O sucesso dos lançamentos em Brasília para Imobiliária Nova York levou a agência a disputar a conta dessa empresa no Rio de Janeiro, em 1970, abrindo uma filial na cidade. Em pool com a agência VOGA, conquistou a conta do lançamento da “Morada do Sol”, tendo em seguida criado diversas campanhas imobiliárias.
Por ocasião do lançamento do Jornal Nacional, a agência JMM Publicidade, responsável pela conta do Banco Nacional, resolveu montar uma equipe de criação capaz de criar e produzir o grande número de filmes publicitários que o programa exigia. Lula foi convidado a dirigir esta equipe. Na JMM, além de mais de 100 filmes para o Grupo Nacional, criou campanhas para as Aerolineas Argentinas, Casas Masson, SEBRAE, etc.
Em 1974 foi chamado para trabalhar na SSC&B Lintas, como Diretor Associado de Criação. Em 1976 foi convidado para assumir a Direção de Criação da J.W.Thompson Rio de Janeiro, onde ficou responsável pela criação de campanhas para clientes como CitiBank, De Beers, Fleyshmann&Royal, Cia. De Cigarros Souza Cruz (Minister, Charm e St Moritz), Rio Gráfica e Editora (Editora Globo), Pepsi Cola. Participou da criação de campanhas para Kodak, Unilever, além de campanhas internacionais em países como Venezuela, Peru, Espanha, Itália. Criou campanhas internacionais da De Beers para mais de 15 países. Em 1982 abriu sua própria agência, juntamente com Valdir Siqueira e a agência gaúcha Escala Publicidade, a V&S Escala Publicidade.
Mais tarde a Escala deixou a sociedade e a Young&Rubicam adiquiriu 50% de participação. Durante os 23 anos de existência, a V&S atendeu clientes como IBM, Xerox, Citibank, NET, Canal Telecine, Canal SportTV, Ministério da Saúde, Embratel, Petrobrás, Eletrobrás, Rio Gráfica e Editora (Editora
Globo), Jornal do Brasil, Rádio Cidade, TV Manchete, Revista Manchete, Ministério de Minas e Energia, Programa Luz Para Todos, Riotur, ALERJ – Assembléia Legislativa do Rio de Janeiro, Governo do Estado do Rio de Janeiro, Telerj, Mesbla, Revendedores Autorizados Volkswagen Rio de Janeiro, Governo do Espírito Santo, Baush&Lomb, Disque Denúncia (agência voluntária), VIVARIO (agência voluntária), jornal O DIA, Rio Sul, Fashion Mall, Associação dos Shopping Centers, entre outros.
A V&S foi três vezes a Agência do Ano pela Associação Brasileira de Propaganda e Prêmio Colunistas.
Foi membro do Juri dos Festivais de Cannes, Associação Brasileira de Propaganda, Festival de Gramado, Festival da Guatemala, Profissionais do Ano da Rede Globo, Clio Awards e Prêmio O Globo. Autor dos livros “Loucuras de Um Publicitário”  e “Incomodada Fica Sua Vó”, e coautor dos livros “Marcas de Valor no Mercado Brasileiro”, “Marketing Esportivo” e “Para Entender o Brasil”.
Lula Vieira, é Diretor Técnico e de Criação do Grupo Mesa, uma consultoria de comunicação, juntamente com os 2 filhos: o publicitário Fábio Vieira e Paulo Gontijo, Administrador de Empresas e Graduado em Marketing. É colunista do jornal Propaganda e Marketing. Apresenta o programa ”Marketeria” na Rádio Sul América Paradiso (RJ) e o Boletim “Livraria” na mesma emissora. É colunista da Rádio Estadão (SP) e participa dos debates da Rádio Tupi(RJ). É membro do Conselho Nacional de Autorregulamentação Publicitária (CONAR). Patrono de turmas de propaganda na PUC, UFRJ, UERJ, UFF, FACHA, ESPM.

### Prêmios
Lula Vieira recebeu mais de 300 prêmios de propaganda.[carece de fontes?] Entre os quais Leão de Ouro, Prata e Bronze no Festival de Cannes, Lâmpadas de Ouro, Prata e Bronze no Festival de propaganda da Associação Brasileira de Propaganda, Clio Awards, Festival de Nova York, Profissionais do Ano da Rede Globo, Festival de Gramado, Festival de Propaganda do Canadá, Prêmio Colunistas, entre outros.